# Rold Skov
Rold Skov ist mit einer Fläche von 80 km² das zweitgrößte zusammenhängende Waldgebiet Dänemarks. Es liegt in Himmerland im Norden Jütlands und teilt sich auf die Gemeinden Rebild und Mariagerfjord auf. Im Wald liegen das Arboretum Den Jyske Skovhave und das Naturschutzgebiet Rebild Bakker.
Rold Skov ist benannt nach dem Ort Rold im Süden des Waldes. Weitere größere Orte im oder am Rand des Waldes sind Skørping und Rebild im Norden, sowie Arden im Süden.

## Steinkreise und Steinreihe
Im Süden von Buderupholm, an der nordwestlichen Ecke des Rold Skov, liegen eine Steinreihe (dänisch Stenrække) und drei Steinkreise. Der Hügel mit der Steinreihe misst etwa 12,0 × 0,8 m. Über die Mitte des Hügels und weiter Richtung Nordwesten, verläuft eine etwa 70 m lange Reihe aus 27 Steinen. Nördlich der Reihe liegt ein Steinkreis mit einem Durchmesser von 5,0 m. Er besteht aus einem großen Stein in der Mitte, und 9 Steinen im Kreis, die jedoch nur ein Drittel der Steine darstellen. Der Rest ist ausgegangen. Westlich der Reihe liegt ein Steinkreis von etwa 10,0 m Durchmesser. Er besteht aus 27 kleinen Steinen, die einen vollständigen Kreis bilden. Weiter westlich, in der Nähe des Waldrandes, liegt ein weiterer Steinkreis von etwa 5,0 m Durchmesser der aus sieben größeren Steinen besteht.